# Negousse Mengistou
Negousse Mengistou (nascido em 11 de março de 1932) é um ex-ciclista etiopiano. Participou dos Jogos Olímpicos de Melbourne 1956 e Roma 1960.